# Calvin Coffey
Calvin Coffey, né le 27 janvier 1951 à Norwich (Connecticut), est un rameur d'aviron américain. 

## Carrière
Calvin Coffey participe aux Jeux olympiques de 1976 à Montréal et remporte la médaille d'argent avec le deux sans barreur américain avec son coéquipier Michael Staines.